# Ајран
Ајран је хладан, слани напитак на бази јогурта, популаран у западној Азији, средњој Азији, јужној Азији и источној Европи. Главни састојци су јогурт, вода и со. 
По жељи се могу додати биљке попут менте. Неке врсте су газиране.

## Припрема
Ајран се служи расхлађен и често као додатак месу са роштиља  или пиринчу, нарочито током лета. Прави се мешањем јогурта са охлађеном или леденом водом а понекад је газиран или зачињен ментом. Описиван је као „разблажени јогурт“  и „освежавајуће пиће направљено мешањем јогурта са леденом водом“.
Традиционални начин припреме пића међу разним иранским народима је директно од млека, користећи мех. То се ради тако што се млеко сипа у мех, обично направљен од коже јелена или оваца, и мућка се сатима, понекад користећи дрвену конструкцију да се мех држи вуненим нитима изнад земље како би се олакшао задатак.

## Историја
Према Невини Халиџи, ајран су конзумирали Турци из Средње Азије.   Турски речник Диван лугат ат-турк из  око 1000. године нове ере, ајран дефинише као „пиће направљено од млека“.
Ово пиће од јогурта на персијском језику назива се до (Doogh) и је дуго било популарно пиће и конзумирало се у древном Ирану.  Описан је у извору из 1886. године као хладан напитак од усиреног млека и воде, зачињен наном, а његово име (Doogh) потиче од персијске речи за мужу, dooshidan.
Друга слична пића су тан у Јерменији и ласи у јужној Азији. Међутим, они се могу разликовати од доа .

## Варијанте
Овом пићу се може додати со, црни бибер, осушена нана, или сок од лајма. Може се додати и сецкани краставац да би напитак добио хрскаву текстуру. Неке врсте доа  су газиране. У Албанији и другим балканским земљама, ово пиће се обично служи уз ручак или вечеру, обично уз пиринач и ћуфте.

## Статус турског националног пића
Реџеп Тајип Ердоган, турски политичар који је био на функцијама председника и премијера, промовисао је ајран као национално пиће. Говорећи на конференцији СЗО о глобалној алкохолној политици одржаној 2013. године у Истанбулу, Ердоган је супротставио ајран алкохолу, за који је тврдио да се тек недавно појавио у Турској.
Ипак, продаја ајрана у Турској заостаје за продајом осталих безалкохолних пића. Према заједничкој изјави Удружења произвођача безалкохолних пића из 2015. године, Удружења произвођача киселе воде и Турске уније произвођача млека и извозника млека, потрошња ајрана током Рамазана смањивала се сваке године у периоду од 2010. до 2015. године.
Турско министарство царине и трговине, под контролом Ердоганове странке, изрекло је 2015. године новчану казну од 220.000 турских лира (приближно 70.000 америчких долара) фирми Чајкур, наводећи да је ајран „увређен без разлога“ у једној од њихових реклама за ледени чај, у којој је репер Џеза реповао да га ајран успављује. Министарство је зауставило рекламе Чајкуровог леденог чаја.

## Галерија
- Ајран послужен на традиционалан начин у бакарној шољи (maşrapa).
- До са сувом ментом.
- Дју
- Боца газираног тана.